# Caesar (coquetel)
O Caesar é um coquetel criado e consumido principalmente no Canadá. Geralmente contém vodca, Clamato, molho picante e molho Worcestershire, e é servido com gelo em um copo grande com borda de sal de aipo, geralmente decorado com um talo de aipo e uma fatia de lima. O que o distingue do Bloody Mary é a inclusão de caldo de mariscos. O coquetel também pode ser comparado à Michelada [en], que tem ingredientes de sabor semelhantes, mas usa cerveja em vez de vodca. Festivais dedicados ao coquetel são realizados em muitas cidades, sendo o maior deles em Calgary. A primeira loja de bebidas alcoólicas dedicada ao Caesar foi inaugurada em 1º de julho de 2023 em Calgary, Alberta.

## Origem
O “Bloody Mary a La Milo” no livro de coquetéis de Ted Saucier de 1951, intitulado “Bottoms Up”, parece ser a primeira receita de coquetel publicada que inclui vodca, suco de tomate, suco de mariscos e molho Worcestershire. Ted Saucier credita a receita a Milo J. Sutliff, Publisher, Nova York. Essa receita é anterior à versão da boate Polonaise, em Manhattan, em pelo menos 2 a 3 anos.
O coquetel original de vodca com tomate temperado e suco de mariscos estreou na boate Polonaise, em Manhattan, em novembro de 1953. O drinque foi apresentado como “Smirnoff Smiler” pelo proprietário Paul Pawlowski. Em dezembro de 1953, o colunista Walter Winchell relatou que o drinque era temperado com “uma pitada de molho Worcestershire”.
Em 1959, o cartunista e criador de A Família Addams, Charles Addams (empregado da revista The New Yorker, a poucos quarteirões da boate Polonaise, em Manhattan) alegou ter inventado o “Gravel Gertie”, um coquetel de suco de mariscos/tomate e vodca temperado com molho Tabasco.
Em 1962, Carl La Marca, gerente de bar do Hotel Baker [en], em Dallas, inventou o “Imperial Clam Digger”, acrescentando uma guarnição de manjericão e uma pitada de lima a uma versão existente do “Smirnoff Smiler”, chamado de “Clam Digger”.
Em outubro de 1968, o presidente da Seagram, Victor Fischel, e o comerciante da Mott's [en], Ray Anrig, alegaram ter inventado o coquetel temperado de tomate/mariscos/vodca, o “Clamdigger”, no início de 1968, em Manhattan. A Seagram, com sede a dois quarteirões da boate Polonaise, entrou com um pedido de registro de marca para o nome “Clamdigger”, reivindicando o primeiro uso em 31 de maio de 1968. Do final de 1968 até o final de 1969, a Seagram e a Mott's fizeram uma grande promoção publicitária da receita do coquetel “Clam Digger” em revistas nacionais.
O coquetel Caesar foi inventado em 1969 pelo gerente de restaurante Walter Chell do Calgary Inn (hoje Westin Hotels & Resorts [en]) em Calgary, Alberta, Canadá. Ele idealizou o coquetel depois de receber a tarefa de criar um drinque exclusivo para o novo restaurante italiano do Calgary Inn. Ele misturou vodca com suco de mariscos e de tomate, molho Worcestershire e outras especiarias, criando um drinque semelhante ao Bloody Mary, mas com um sabor picante único.
Chell disse que sua inspiração veio da Itália. Ele lembrou que em Veneza era servido o spaghetti alle vongole [en], espaguete com molho de tomate e mariscos. Ele pensou que a mistura de mariscos e molho de tomate daria uma boa bebida e amassou os mariscos para formar um “néctar” que ele misturou com outros ingredientes.
De acordo com a neta de Chell, sua ascendência italiana o levou a chamar o drinque de “Caesar”. Diz-se que o nome “Bloody Caesar” diferencia o drinque do Bloody Mary, mas Chell disse que foi um cliente regular do bar que serviu de inspiração. Durante os três meses que passou trabalhando para aperfeiçoar o drinque, ele pediu aos clientes que o provassem e dessem sua opinião. Um cliente regular, um inglês, que sempre pedia o drinque, disse um dia: “Walter, esse Bloody Caesar é muito bom”.

## Popularidade
Chell disse que o drinque foi um sucesso imediato entre os clientes do restaurante, afirmando que “decolou como um foguete”. Cinco anos após sua introdução, o coquetel Caesar se tornou o drinque misto mais popular de Calgary. Ele se espalhou pelo oeste do Canadá e depois pelo leste. Coincidindo com seu 40º aniversário, foi lançada uma petição em 2009 na esperança de que o Caesar fosse nomeado o drinque misto oficial do país. Em Calgary, o prefeito Dave Bronconnier [en] comemorou o aniversário do drinque declarando o dia 13 de maio de 2009 como o Dia do Caesar na cidade.
A empresa Mott's estava desenvolvendo de forma independente o Clamato, uma mistura de sucos de mariscos e tomate, ao mesmo tempo em que o Caesar foi inventado. As vendas do Clamato foram inicialmente lentas: a Mott's vendeu apenas 500 caixas de Clamato em 1970, mas as vendas aumentaram consistentemente depois que os distribuidores da empresa descobriram a bebida de Chell. Em 1994, 70% das vendas de Clamato da Mott's no Canadá foram feitas para misturar com o coquetel Caesar, enquanto metade de todas as vendas de Clamato foram feitas no oeste do Canadá. A Motts afirma que o Caesar é a bebida mista mais popular no Canadá, estimando que mais de 350 milhões de drinques são consumidos todos os anos.
Nos Estados Unidos, o Caesar está normalmente disponível em bares ao longo da fronteira entre o Canadá e os Estados Unidos. Em outros lugares, os bartenders frequentemente oferecem um Bloody Mary em seu lugar. Na Europa, a bebida pode ser encontrada em todos os lugares onde há maior concentração de canadenses. O anonimato da bebida fora do Canadá continua, apesar dos esforços de marketing. Os produtores de sucos de mariscos e tomate especularam que suas bebidas foram prejudicadas pelo que eles descrevem como a “barreira dos mariscos”. Eles descobriram que os consumidores nos Estados Unidos temem que haja muito marisco nas bebidas.
Embora o Clamato da Mott's continue a ser sinônimo do coquetel, outros produtores começaram a oferecer misturas Caesar alternativas. A Walter Caesar (batizada em homenagem a Chell) foi lançada em 2013 para oferecer uma alternativa “totalmente natural” ao Clamato. A Walter Caesar também se tornou a primeira mistura Caesar no Canadá a ser aprovada pela Ocean Wise, usando suco de mariscos do Atlântico Norte que não agride os oceanos.
O Caesar é popular como uma “cura” para a ressaca, embora sua eficácia tenha sido questionada.
A Mott's realiza anualmente o concurso “Melhor Caesar da Cidade” como parte do Prince Edward Island International Shellfish Festival. Os concursos realizados em todo o Canadá para comemorar o 40º aniversário do coquetel em 2009 incentivaram variações que apresentavam o copo com borra de café Tim Hortons, Caesar com xarope de bordo e Caesar com vodca com infusão de bacon.

## Controvérsia
Foi iniciada uma petição para mudar o Dia Nacional do Caesar da quinta-feira anterior para o domingo do fim de semana prolongado de maio. Os proponentes e apoiadores da petição alegam que o Domingo do Caesar é mais amplamente comemorado entre os canadenses e que a quinta-feira original foi escolhida arbitrariamente como uma campanha de marketing da Mott's, que é uma empresa americana e não deveria ter criado um dia “nacional” canadense de comemoração.

## Preparação
A preparação básica de um coquetel Caesar segue a regra “um, dois, três, quatro”. A receita pede uma dose de 44 ml de vodca, duas pitadas de molho picante, três pitadas de sal e pimenta, quatro pitadas de molho Worcestershire e coberta com 120 a 180 ml de mistura Caesar e servida com gelo. Os ingredientes são despejados em um copo com borda de sal de aipo ou uma mistura de sal e pimenta e guarnecido com um talo de aipo e lima.
O Caesar é uma bebida incomum, pois pode ser misturada a granel e armazenada por um período de tempo antes de ser consumida.

### Variações
Embora não tenha sido um dos ingredientes originais de Chell, o molho Tabasco é uma adição frequente, assim como o rábano. A vodca é ocasionalmente substituída por gim, tequila ou rum, embora o Clamato não possa ser substituído. Uma variação que substitui a vodca por cerveja é comumente chamada de “Red Eye”, “Clam Eye” ou “Saskatchewan Caesar”, e uma sem álcool é uma “Virgin Caesar”. O Toronto Institute of Bartending opera uma “Escola Caesar” em vários locais do Canadá que ensina os bartenders a misturar diversas variações do drinque.